# Lipawa
Lipawa (łot. Liepāja, niem. Libau, lit. Liepoja, ros. Либава (do 1920), teraz Лиепая, est. Liibavi, jid. ליבאַװע) – miasto w zachodniej części Łotwy, w Kurlandii, nad Morzem Bałtyckim i Jeziorem Lipawskim, miasto wydzielone, 78 144 mieszkańców (2014), trzecie co do wielkości łotewskie miasto, drugie pod względem wielkości miasto portowe Łotwy (za Rygą), największe miasto Kurlandii.

## Historia

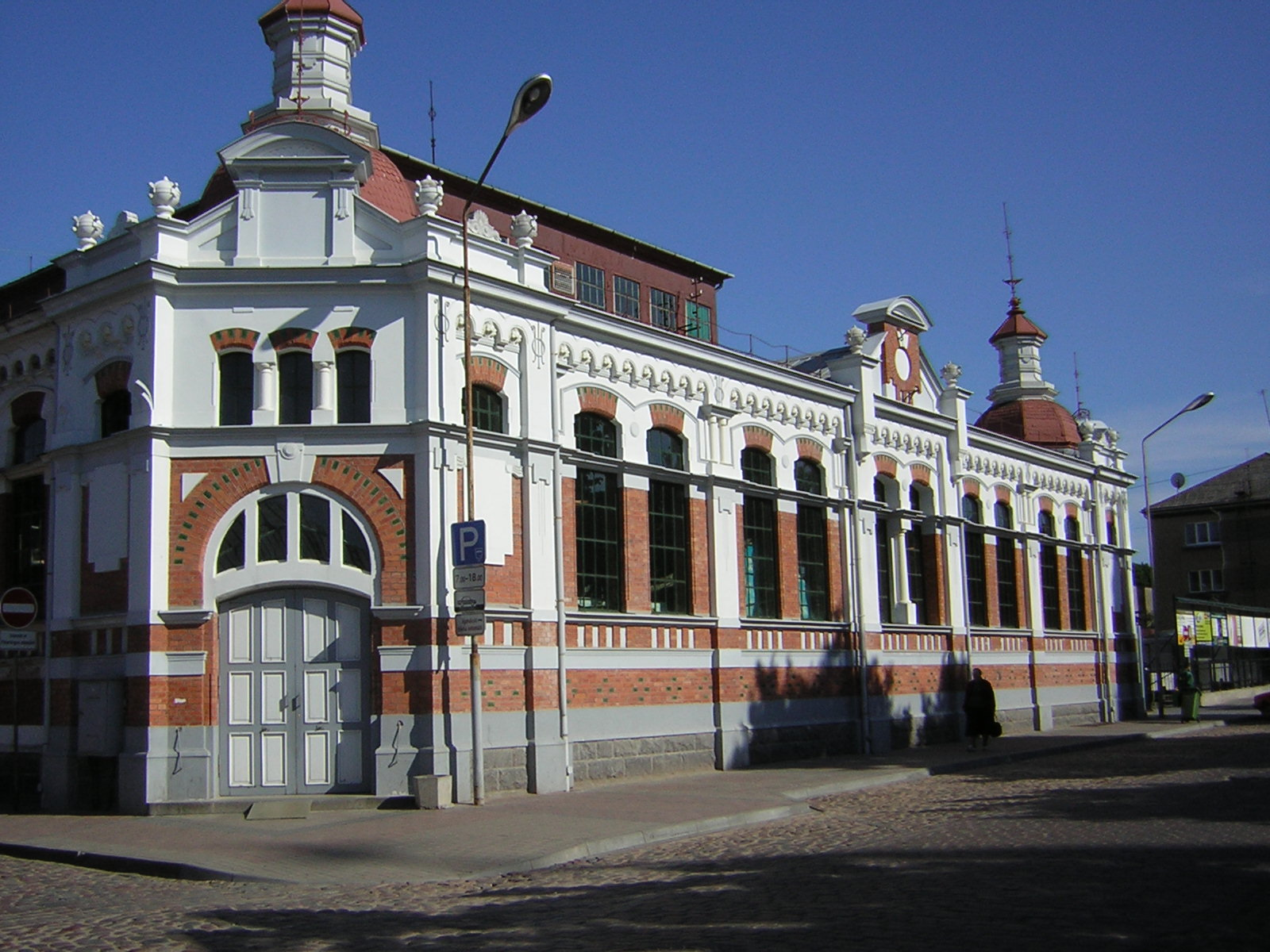
Hala targowa w Lipawie

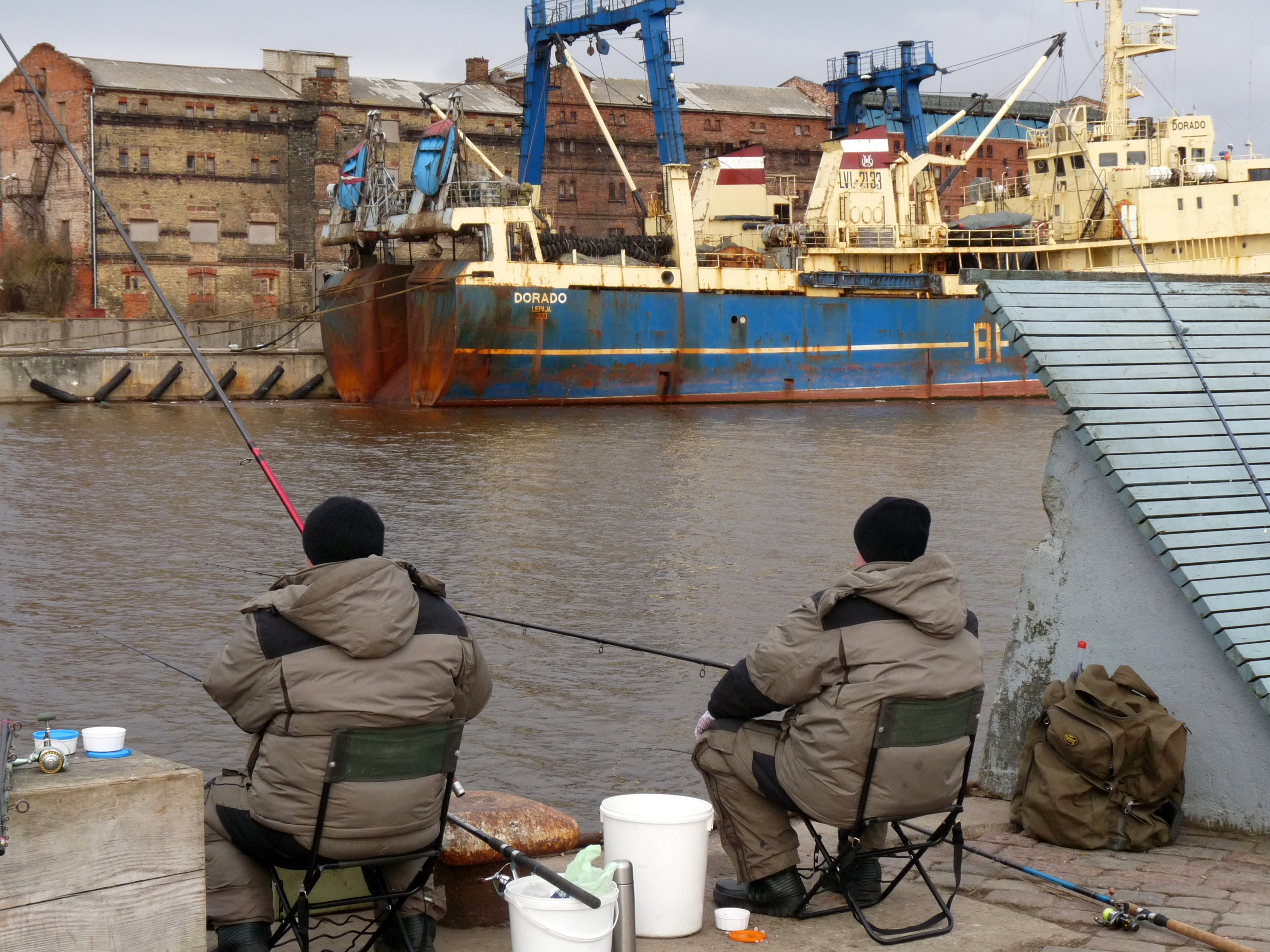
Wędkarze nad kanałem

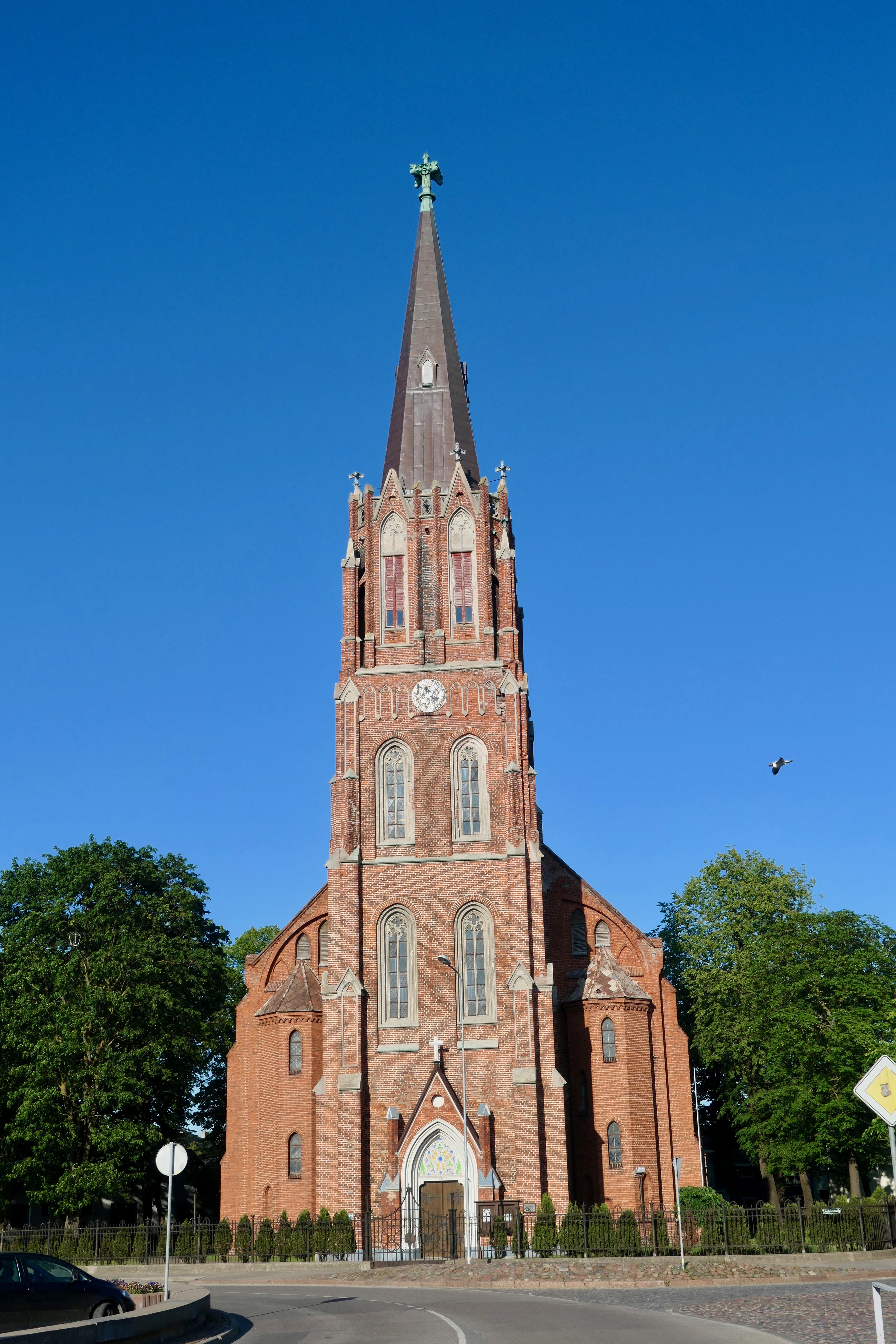
Protestancki kościół pw. św. Anny w Lipawie

Lipawa została założona przez plemiona Kurów zajmujące się rybołówstwem w 1253 r. jako Lyva. W 1263 r. zakon kawalerów mieczowych, po połączeniu się z zakonem krzyżackim założył tutaj osadę Libau. Nazwa Liepāja weszła do powszechnego użycia po 1560. W 1625 r. książę Kurlandii i Semigalii Fryderyk Kettler nadał osadzie prawa miejskie, potwierdzone przez króla Polski Zygmunta III Wazę w 1626 r. Od II rozbioru Polski w 1793 r. był to jedyny port I Rzeczypospolitej. Podczas powstania kościuszkowskiego wybuchło tu powstanie kurlandzkie.
W roku 1795, po upadku księstwa Kurlandii w wyniku III rozbioru Polski, Lipawa została przyłączona do Cesarstwa Rosyjskiego. W czasie powstania styczniowego, tą drogą sprowadzano uzbrojenie dla powstańców (m.in. sztucery z Belgii). W XIX wieku miasto szybko rozwijało się jako główny bałtycki port Rosji, a na początku XX stało się miejscem, z którego wielu obywateli rosyjskich udawało się na emigrację do Stanów Zjednoczonych. W 1876 r. doprowadzono tutaj kolej, dzięki czemu jeszcze bardziej rozwinął się port, zdolny przyjmować towary z całej Rosji. W 1900 r. 7% rosyjskiego eksportu przypadało na port w Lipawie.
W ostatniej dekadzie XIX w. na północ od Lipawy wzniesiono port Aleksandra III – wojenny port Floty Bałtyckiej, miasteczko wojskowe i fortyfikacje. Jego budowniczym był pułkownik (potem generał) Iwan Alfred MacDonald (absolwent kaliskiego Gimnazjum Filologicznego).
W 1905 r., podczas rewolucji, która ogarnęła też ziemie łotewskie, w Lipawie doszło do protestów robotniczych, a rewolucjoniści na pewien czas przejęli faktyczną kontrolę nad miastem.
Podczas I wojny światowej Lipawa była okupowana przez Niemcy. Po zakończeniu wojny i ogłoszeniu niepodległości przez Łotwę przez 6 miesięcy miasto pełniło funkcję tymczasowej stolicy. Tymczasowy rząd niepodległej Łotwy, kierowany przez Karlisa Ulmanisa, musiał bowiem w grudniu 1918 r. ewakuować się z Rygi w obliczu ofensywy Armii Czerwonej. Lipawa była jedynym większym miastem Łotwy, które w toku tej ofensywy nie zostało opanowane przez bolszewików. Na początku r. 1919 łotewski rząd, ochraniany przez Bałtycką Landeswehrę i popierany przez Ententę, miał pod kontrolą jedynie Lipawę oraz sąsiednie powiaty Grobiņa i Aizpute. Stąd w marcu 1919 r. rozpoczęta została kontrofensywa Bałtyckiej Landeswehry.   
2 listopada 1920 podpisano w Lipawie umowę o rozejmie i preliminariach pokoju w Rydze.
W 1940 r. Lipawę włączono do ZSRR. Planując napaść na zachód Europy, w porcie zgromadzono 3/4 zapasów paliwa Floty Bałtyckiej. 22 czerwca 1941 miasto znalazło się w ogniu walk z Wehrmachtem, który zdobył Lipawę wraz ze znajdującymi się tutaj materiałami pędnymi.
Podczas II wojny światowej Lipawa uległa znacznym zniszczeniom, a terror okresu stalinowskiego sprawił, że została częściowo wyludniona, głównie przez deportacje na Syberię, ale również przez ucieczki mieszkańców miasta na zachód. Niemcy wymordowali miejscowych Żydów (ok. 6500) w 1942 r.
Podczas okupacji sowieckiej w latach 1945–1991 port w Lipawie przestał pełnić funkcje handlowe, gdyż dawny port marynarki rosyjskiej, a następnie łotewskiej został przekształcony w bazę Floty Bałtyckiej ZSRR i bazę okrętów podwodnych. Dzielnica Karosta, zamieszkiwana przez 20 tys. ludzi, stała się obszarem zamkniętym.
W 1991 r. port ponownie otwarto dla statków handlowych, zaś ostatni żołnierze sowieccy opuścili Lipawę w 1994 r. W 1997 r. na terenie Lipawy utworzono specjalną strefę ekonomiczną, która spowodowała szybki rozwój gospodarczy portu i miasta.

## Zabytki
- kościół luterański św. Trójcy z lat 1742–1758 wyposażony w największe na świecie w pełni mechaniczne organy (131 głosów, 4 manuały) rozbudowane w 1885 przez firmę B. Grüneberg aus Stettin (do początków XX największymi na świecie); pierwotny instrument wykonany był przez Serfensa Młodszego
- kościół św. Anny z 1587 z ołtarzem z 1697 i organami
- Katedra katolicka Świętego Józefa z 1894
- latarnia morska
- Dworzec kolejowy z 1871
- Pētertirgus – hale targowe
- cerkwie: Trójcy Świętej z 1867, św. Aleksandra Newskiego z 1896 r.[13], św. Aleksego metropolity moskiewskiego z lat 1905–1907[14].
- sobór św. Mikołaja z 1903
- Uniwersytet w stylu socrealistycznym

## Gospodarka
Port w Lipawie jest trzecim co do wielkości w kraju. Mieści się on w specjalnej strefie gospodarczej. Strefa zajmuje 37 km². Na jej terenie działa 19 spółek, w tym największa: zakłady metalurgiczne Liepājas metalurgs. W porcie przeładowuje się głównie drobnicę, drewno i ładunki metalowe. Lipawa posiada połączenia promowe z Karlshamn w Szwecji i Rostockiem. Znajduje się tutaj również międzynarodowy port lotniczy.

## Transport

### Tramwaje

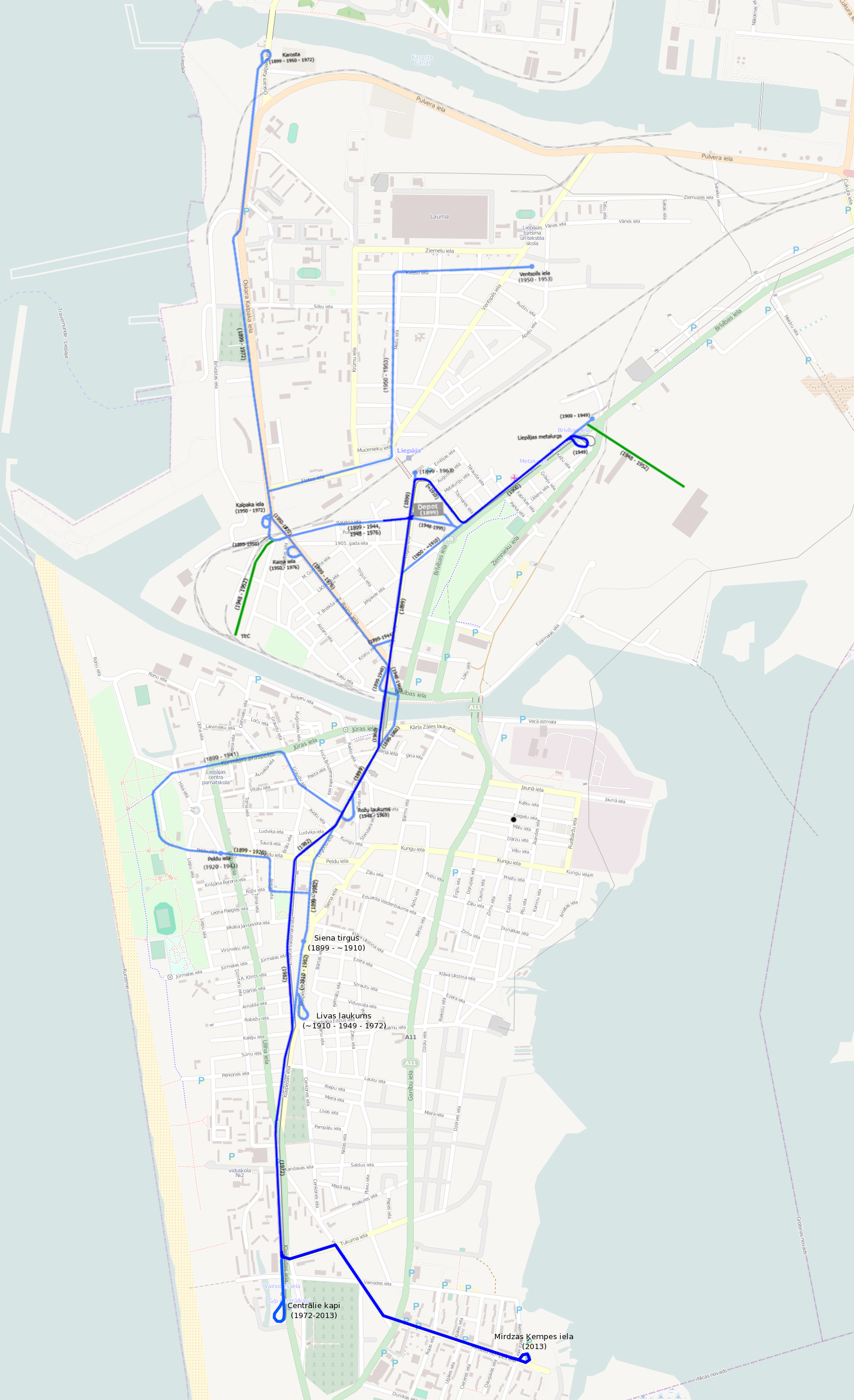
Sieć tramwajowa w Lipawie (wraz z odcinkami zlikwidowanymi)

Lipawa jest najmniejszym łotewskim miastem posiadającym komunikację tramwajową (sieci tramwajowe posiadają jeszcze Ryga i Dyneburg). Sieć została uruchomiona w 1898. Od początku tramwaje kursują po torach o prześwicie 1000 mm. Szczytowym okresem rozwoju było lato 1972 kiedy długość sieci wynosiła 16 km. Wówczas to w czerwcu otwarto przedłużenie linii na południe oraz w październiku zlikwidowano linię nr 2. Od tej pory w Lipawie istnieje tylko jedna linia łącząca pętle Brîvîbas iela (na północy) z Centrâlkapi (na południowym wschodzie). Sieć lipawska jest całkowicie dwutorowa. Tabor stanowią wyłącznie tramwaje Tatra KT4.

## Turystyka
W Lipawie znajduje się wiele zabytków architektury, sztuki i kultury. Kultywowane są tutaj dawne tradycje morskie i kulturalne. Lipawa to również ośrodek edukacyjny, działa tutaj najstarsza na Łotwie orkiestra symfoniczna, odbywają się festiwale muzyki rockowej Liepājas dzintars („Bursztyn Lipawy”). W mieście występuje klub hokejowy i piłkarski Liepājas Metalurgs (mistrz kraju w piłce nożnej).

## Sport
- HK Liepājas Metalurgs – klub hokejowy
- FK Liepājas Metalurgs – klub piłkarski
- Rajd Lipowa – rajd samochodowy zaliczany do mistrzostw Europy

## Miasta partnerskie
- Nynäshamn
- Elbląg
- Bellevue
- Darmstadt
- Nykøbing Falster
- Karlshamn
- Kłajpeda
- Gdynia
- Homel
- Rogaland
- Bergen (dzielnica Årstad)
- Połąga
- Obwód moskiewski (część zachodnia)
- Helsingborg

## Urodzeni w Lipawie
- Franciszek Adamanis – farmaceuta, autor podręczników akademickich
- Stanisław Hejmowski – prawnik, adwokat, obrońca w procesach Poznańskiego Czerwca 1956
- Stanisław Jaśkiewicz – aktor i reżyser teatralny
- Siemion Nachimson – bolszewik, pierwszy komisarz czerwonych strzelców łotewskich
- Kristaps Porziņģis – koszykarz, Dallas Mavericks
- Eugeniusz Romiszewski – pisarz, poeta, publicysta Rozgłośni Polskiej Radia Wolna Europa
- Julian Rummel – inżynier budowy okrętów, budowniczy Gdyni
- Alina Wawrzyńczykowa – historyk, profesor w Instytucie Historii Polskiej Akademii Nauk